# Abschnittsbefestigung Schlossberg (Geisenfeld)
Die Abschnittsbefestigung Schlossberg (Geisenfeld) ist eine abgegangene frühgeschichtliche Höhenburg in Kolmhof, einem Gemeindeteil der Stadt Geisenfeld im Landkreis Pfaffenhofen an der Ilm von Bayern. Die Anlage wird als Bodendenkmal unter der Aktennummer D-1-7335-0029 als „Abschnittsbefestigung vor- und frühgeschichtlicher Zeitstellung“ geführt.

## Lage
Die Abschnittsbefestigung liegt auf Höhenlage auf 369 m ü. NHN auf dem ‚Schlossberg‘ gut 900 m nordwestlich der Einöde Kolmhof. Westlich fließt in 50 m Entfernung der Pindharter Bach, ein rechter Zufluss zur Ilm, vorbei. Im Urkataster von Bayern ist eine dreieckige Anlage mit ca. 130 m Seitenlänge zu erkennen. Die Anlage ist heute mit Wald bestanden.